# Love Somebody
„Love Somebody” – to utwór amerykańskiego zespołu Maroon 5. Wydany został 14 maja 2013 roku przez wytwórnię płytową A&M/Octone Records jako czwarty singel z ich czwartego albumu studyjnego, zatytułowanego Overexposed. Twórcami tekstu utworu są Adam Levine, Ryan Tedder, Noel Zancanella i Nathaniel Motte, natomiast jego produkcją zajęli się Ryan Tedder oraz Noel Zancanella. Do singla nakręcono także teledysk, a jego reżyserią zajął się Rich Lee. „Love Somebody” uplasował się na 10. pozycji w Kanadzie i Stanach Zjednoczonych. 

## Pozycje na listach przebojów
| Kraj              | Lista (2012-13)  | Pozycja | Status             |
| ----------------- | ---------------- | ------- | ------------------ |
| Francja           | Top 200 Singles  | 87      | –                  |
| Irlandia          | Top 50 Singles   | 56      | –                  |
| Kanada            | Canadian Hot 100 | 10      | 2× platynowa płyta |
| Nowa Zelandia     | Top 40 Singles   | 34      | –                  |
| Stany Zjednoczone | Hot 100          | 10      | –                  |